# Los peques
Los peques es una serie animada en 3D realizada en Argentina. Fue creada en 2001 en la Provincia del Neuquén, y difundido a través de Cable Visión del Comahue.
Narra las vivencias de unos duendes en los bosques de Neuquén en la Patagonia argentina. Con episodios de corta duración, apenas 5 minutos, aparecieron en la televisión durante un tiempo, a razón de 4 salidas diarias, y debido a la gran aceptación que tuvo de parte del público, surgieron muchos otros productos, entre ellos, películas en DVD.
En 2012 fue anunciada la creación de una nueva temporada que sería emitida a través del canal Paka Paka, perteneciente al Ministerio de Educación (pero terminó siendo cancelada sin explicación).

## Argumento
Los Peques viven en algún sitio de la cordillera andino patagónica de Neuquén, en viviendas denominadas peque rukas, que son una especie de cabaña arborícola y están construidas con materiales que les regala la Madre Naturaleza. Tienen una organización, los Ejércitos de la Mapu, que nada tienen que ver con las guerras, sino con el cuidado de la naturaleza. Cuando los jóvenes entran en lo que se conoce como la pequedad del pavo los envían a vigilar zonas lejanas para que no haraganeen.

## Personajes
- Chicho. Jefe de Patrulla. Es, junto con Nino, uno de los dos protagonistas de la tira. Es simpatizante de River. Compañero de cuarto de Nino y  aparentemente se tratan como hermanos. Da buenos consejos. Vive preocupado por la naturaleza y por los demás.
- Nino. El más pequeño de todos. Es, junto con Chicho, uno de los dos protagonistas de la tira. Vive con Chicho y es quizás el más querido por los seguidores de la serie. Es ingenuo, caprichoso y optimista, tiene un muñeco llamado capitán Coscacho. Pronuncia las eses como Z. Es simpatizante de Boca.
- Tina. Es la única chica mayor de la serie. Chicho está enamorado de esta peque, pero ella lo ignora. Tina es muy inteligente y es simpatizante del club Vélez.
- El Tucu. Es un Peque proveniente de la estepa patagonica, vive solo, es alegre, franco, risueño y loco. Su principal característica es la hiperactividad continua que altera la paz de quienes lo rodean. Le encantan las bromas, juega fútbol "a lo Maradona" según todos. Es hincha de Estudiantes de La Plata
- Fito. El genio inventor. Fabrica máquinas, como un vehículo con 4 ruedas a vela, que inaugura un día sin viento. Se considera "realista", y es por ello que puede chocar ligeramente con Chicho en ciertos momentos, pero aun así son amigos. Es hincha de Independiente.
- Hans. Es un peque que llegó desde Alemania hasta la Patagonia por un intercambio cultural y decidió quedarse. No domina mucho el español. Es simpatizante del Bayern Múnich.
- Nono. El viejo de la comunidad. Encargado de guiar a los jóvenes, sin embargo, (cómicamente) nunca recuerda los nombres de los demás peques y muchas veces los desconoce por completo y usualmente aparece como un loco. Es simpatizante de Racing.
- Coco. El fortachón de la comunidad. No se sabe casi nada de él. Es el que menos aparece. Le encanta comer. Es simpatizante del Club San Lorenzo de Almagro.

## Episodios
Volumen 1: Episodios 1 - 20 
Volumen 2: Episodios 21 - 36 
Volumen 3: Película "Crónicas de por aquí nomás" 
Capítulos:
1. Pequencuentro 1
2. Pequencuentro 2
3. Pequencuentro 3
4. Pequevolución 1
5. Pequevolución 2
6. Pequeperlas 1
7. Pequecología
8. Pequejército
9. Tercera pequedad
10. Pequenamorados
11. La pequedad del pavo
12. Pequeperlas 2
13. Pequeguardianes
14. Pequecultura
15. Pequeperlas 3
16. Pequeconvicciones
17. Pequecomunicación 1
18. Pequecomunicación 2
19. Pequeciencias
20. Pequeperlas 4
21. Pequeducación
22. Pequenavidad 1
23. Pequenavidad 2
24. Los peques y los humanos
25. Pequerescate 1
26. Pequerescate 2
27. Pequerescate 3
28. Pequediario 1
29. Pequediario 2
30. Pequeguardianes 2
31. Pequeguardianes 3
32. Pequediario 3
33. Pequediario 4
34. Pequenavidad 3
35. Pequenavidad 4
36. Pequedeportes

Extras:
- Saludo de Navidad
- Al Mundial 2014
- Cortometraje de Paka Paka

## Premios y reconocimientos
- 2003: Premio ATVC.[5]
- 2004: Premio Martín Fierro al mejor programa unitario de la televisión del interior del país.[6]
- 2004: declarado de Interés cultural por la Cámara de Diputados de la Nación Argentina.[7]
- 2005: Premio FundTV - mejor programa en el rubro infantil.[8]
- 2005: Premio especial Fundación Andreani.[8]
- 2006: Premio FundTV - mejor programa en el rubro infantil.[9]
- 2007: Nominación al mejor programa infantil.[10]
- 2007: Prix Jeunesse Iberoamericano en Chile[11]
- 12da. Mostra Lleida de Cine Latinoamericano. 2° premio en la categoría de 6 a 11 años, ficción.[12]
- Premio UNICEF.
- Premio ATVC: categoría Especiales de Interés General.
- Premio ATVC: Premio Jurado Oro como mejor programa infantil.
- Premio Expo Productiva 2009 - Marcos Juárez (Córdoba): Mención de Honor a Christian Olmos, en virtud de tratarse de un artista de excelencia, un generador de ejemplos en pos de la defensa del medio ambiente y las buenas relaciones, y un ser humano que con su sensibilidad ha trascendido nuestras fronteras.